# Mycovellosiella bellynckii
Mycovellosiella bellynckii är en svampart som först beskrevs av Westend., och fick sitt nu gällande namn av Constant. 1982. Mycovellosiella bellynckii ingår i släktet Mycovellosiella och familjen Mycosphaerellaceae.   Inga underarter finns listade i Catalogue of Life.